# Euderces grossistriatus
Euderces grossistriatus är en skalbaggsart som beskrevs av Giesbert och Chemsak 1997. Euderces grossistriatus ingår i släktet Euderces och familjen långhorningar. Inga underarter finns listade i Catalogue of Life.